# 歴史的湾
歴史的湾（れきしてきわん、英: historic bay）は、沿岸国の保有する歴史的権原に基づいて当該国の内水として認められている湾。

## 概要
国際法においては、古くは湾（英: natural bay）の基準を、湾口の幅が6海里あるいは10海里の明白な湾入の存在と定義していたが、1958年の領海及び接続水域に関する条約ではこれを24海里に拡大し、更に1982年の海洋法に関する国際連合条約もこの原則を継承している。にも拘らず、歴史的湾と認められている湾はこの条件を満たしていないくても湾として認められることとなっている。
歴史的湾としての条件は、沿岸国がその湾を長期にわたって内水であると主張し、現実に当該国の国家主権が湾内に実際に行使されて占有が確立されていること、他の国家よりその占有事実が黙認されていることが挙げられる。現在においてはカナダのハドソン湾、エルサルバドルのフォンセカ湾、ロシアの白海、ベトナムのトンキン湾（一部除く）などが挙げられる。また、アメリカのデラウェア湾やチェサピーク湾、カナダのシャルール湾などもかつては歴史的湾であったが領海及び接続水域に関する条約に定められた湾口24海里以下規定により、同法における正規の湾となった。だが、その一方でロシアのピョートル大帝湾、イタリアのタラント湾、リビアのシドラ湾のように歴史的湾として認定するか否かで国際紛争を招く場合があり、アメリカとリビア間において2度のシドラ湾事件（1981年、1989年）を惹き起こしている。

## 歴史的水域
歴史的湾と同様に歴史的権原に基づいて内水として認められている海域を歴史的水域（れきしてきすいいき、 英: historic waters）と呼ぶ。
1951年、フィヨルドが形成した島々を直線で結んだ線（直線基線）の内側を自国の内水として漁業管轄権が及ぶと主張したノルウェーとこれに反対するイギリスの間で行われた紛争に対して国際司法裁判所はノルウェーの主張を認めた。
また、日本の瀬戸内海も歴史的水域として認められている地域の1つであり、その正当性を巡って争われたテキサダ号事件においても、裁判所は瀬戸内海は歴史的水域として認められていると判定した。